# Municipio de Furr
El municipio de Furr (en inglés: Furr Township) es un municipio ubicado en el  condado de Stanly en el estado estadounidense de Carolina del Norte. En el año 2010 tenía una población de 9.915 habitantes.

## Geografía
El municipio de Furr se encuentra ubicado en las coordenadas 35°14′21.52″N 80°25′17.23″O / 35.2393111, -80.4214528.